# Hotel Schiff

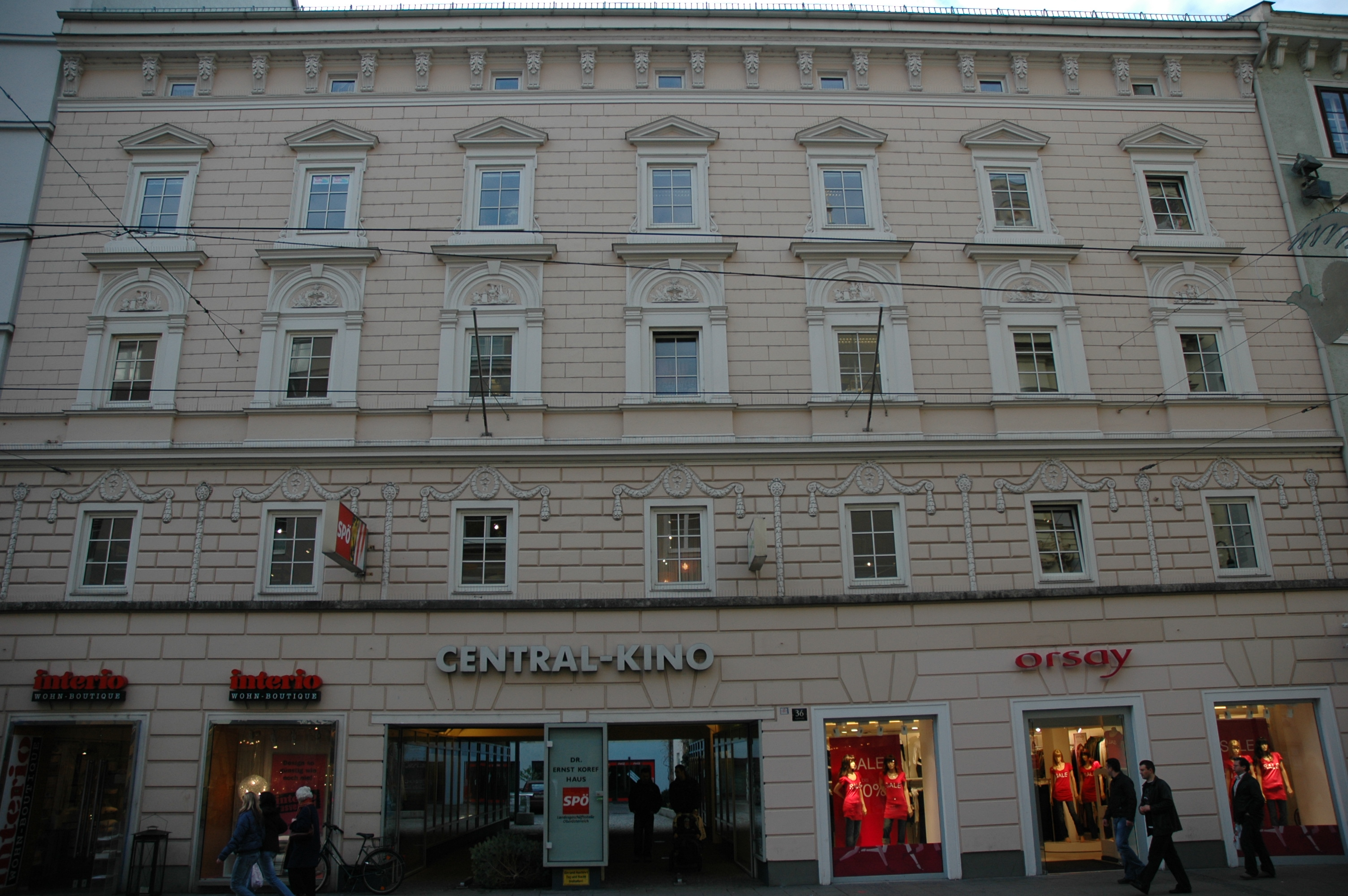
Fassade des ehemaligen Hotels Schiff an der Landstraße, 2007.

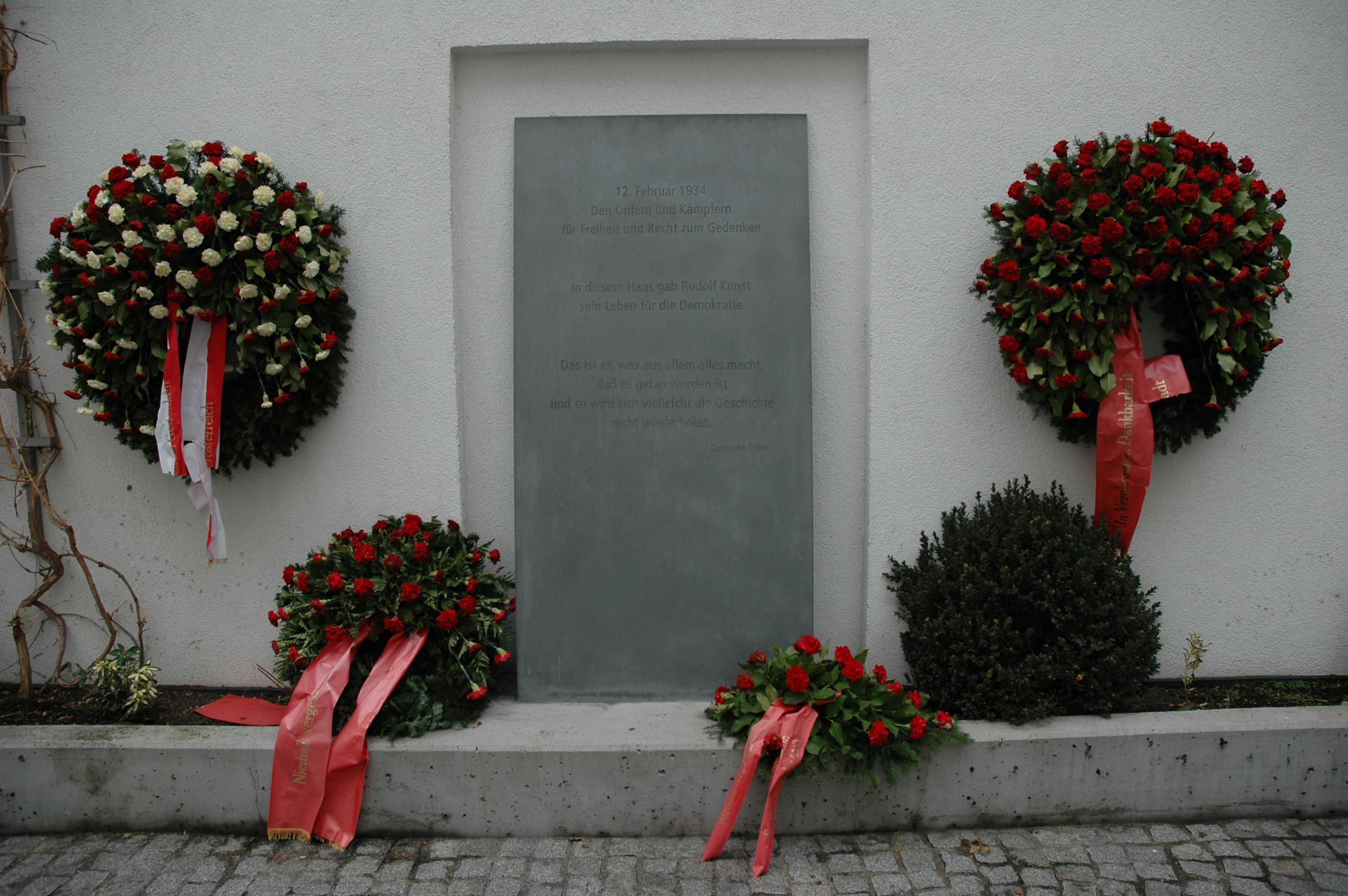
Gedenktafel für die Opfer und Kämpfer für Freiheit und Recht im Innenhof des Hotels Schiff.

Das Hotel Schiff ist ein ehemaliges Hotel an der Linzer Landstraße, das als Ausgangspunkt des Österreichischen Bürgerkriegs 1934 in die Geschichte einging.
Der Gasthof Zum Goldenen Schiff entstand 1788 aus dem seit 1563 bestehenden Bruderhaus der armen Leute.
Das Hotel zum Goldenen Schiff, wie es ursprünglich hieß, bestand schon im 19. Jahrhundert. Im Jahr 1895 fand im Hotel zum Goldenen Schiff die erste Vorführung eines Grammofons statt. Von März bis April 1897 fanden in Räumlichkeiten des Gebäudes die ersten regelmäßigen Filmvorführungen der Stadt statt, nachdem die erste, einmalige Filmvorführung, bereits im September 1896 in Roithner’s Varieté durchgeführt wurde. 1909 wurde das Hotel vom ehemaligen Wanderkinobesitzer Johann Bläser aufgekauft, der im Hotelgebäude mit dem Bio-Kinematograph, bzw. später Bläsers Zentral-Kinematograph, das erst zweite ortsfeste Kino der Stadt Linz einrichtete.
1920, nach Ende des Ersten Weltkrieges, wurde das Hotel samt Gastwirtschaft und Kino von den oberösterreichischen Sozialdemokraten erworben. Zu den bereits bestehenden Einrichtungen kam nun die Nutzung als Linzer Parteisekretariat, als Arbeiterheim, als Bibliothek und Lesesaal hinzu. In der Zwischenkriegszeit bis zum Beginn des Austrofaschismus war das Hotel Schiff somit wichtiger Versammlungs- und Rückzugspunkt der SDAPÖ und deren paramilitärischen Arms, des Republikanischen Schutzbundes. 1922 wurde das Kino als Zentraltheater-Kino neu eröffnet.
Als am 12. Februar 1934 die Polizei begann, das Hotel Schiff nach Waffen zu durchsuchen, widersetzten sich die Anwesenden und eröffneten – wie zuvor angekündigt – das Feuer: Die Februarkämpfe hatten begonnen. Die bewaffneten Auseinandersetzungen griffen rasch auf angrenzende Teile der Linzer Innenstadt über und wenige Stunden später kam es auch in anderen Bundesländern zu gewalttätigen Auseinandersetzungen zwischen Schutzbund einerseits und Heimwehr, Polizei und Bundesheer andererseits. Das Hotel Schiff wurde schließlich noch am selben Tag durch Bundesheereinheiten eingenommen und beschlagnahmt.
Erst 1948, drei Jahre nach Beendigung des Zweiten Weltkrieges, wurde das Gebäude an die SPÖ restituiert. Der Kinobetrieb im Central Kino wurde 2006 eingestellt. In den Räumlichkeiten befinden sich heute die Landesgeschäftsstelle der SPÖ Oberösterreich, Büros und ein Veranstaltungszentrum.